# Saint-Chamas
Saint-Chamas – miejscowość i gmina we Francji, w regionie Prowansja-Alpy-Lazurowe Wybrzeże, w departamencie Delta Rodanu.
Według danych na rok 1990 gminę zamieszkiwało 5396 osób, a gęstość zaludnienia wynosiła 202 osoby/km² (wśród 963 gmin regionu Prowansja-Alpy-W. Lazurowe Saint-Chamas plasuje się na 126. miejscu pod względem liczby ludności, natomiast pod względem powierzchni na miejscu 381.).